# Michał Marusik
Michał Marusik (ur. 26 września 1951 w Skrzynkach, zm. 18 grudnia 2020 w Kartuzach) – polski polityk, deputowany do Parlamentu Europejskiego VIII kadencji, w latach 2015–2017 prezes Kongresu Nowej Prawicy.

## Życiorys
Syn Jana i Alfredy. Absolwent Technikum Chemicznego w Tomaszowie Mazowieckim (1971). Po odbyciu służby wojskowej pracował od 1974 w gdańskiej rafinerii. Działał w tamtejszych środowiskach opozycyjnych. W sierpniu 1980 był jednym z organizatorów strajku w swoim zakładzie pracy. W latach 80. był członkiem redakcji zakładowych pism związkowych „Frakcje: Biuletyn Informacyjny” i „Pochodnia”. Po 38 latach pracy w rafinerii przeszedł w 2012 na emeryturę. Od 2001 do 2006 był też wspólnikiem i członkiem zarządu Społeczno-Ekonomicznej Oficyny Wydawniczej.
Członek „Solidarności” w latach 1980–1989. Od 1992 był członkiem Unii Polityki Realnej. W 1994 został członkiem Klubu Zachowawczo-Monarchistycznego. Bez powodzenia kandydował do Sejmu w 2005 z listy Platformy Janusza Korwin-Mikke i w 2007 z listy LPR (w ramach porozumienia wyborczego tej partii z UPR) w okręgu gdańskim oraz do Parlamentu Europejskiego w 2009 z listy UPR w okręgu pomorskim. Ubiegał się również o mandat radnego sejmiku pomorskiego w wyborach samorządowych w 2002 i 2006. W 2010 współtworzył partię Unia Polityki Realnej – Wolność i Praworządność (od 2011 działającą jako Kongres Nowej Prawicy), gdzie objął funkcję szefa rady sygnatariuszy.
W wyborach do Parlamentu Europejskiego w 2014 jako lider listy tej partii w okręgu warszawskim zdobył 20 538 głosów, co zapewniło mu miejsce w Parlamencie Europejskim. Mandat europosła wykonywał do końca kadencji w 2019.
5 stycznia 2015 został wybrany na nowego prezesa Kongresu Nowej Prawicy. W czerwcu tego samego roku został w PE wiceprzewodniczącym nowo powołanej frakcji Europa Narodów i Wolności. 28 stycznia 2017 ustąpił z funkcji prezesa KNP. W 2019 związał się z powołaną przez działaczy Kongresu Nowej Prawicy partią PolExit. W tym samym roku nie ubiegał się o reelekcję do Europarlamentu.
W 2020 wyróżniony przez Fundację Akademia Patriotów Nagrodą im. Fryderyka Bastiata za rok 2019, przyznawaną przez Fundację Akademia Patriotów.
Pochowany na cmentarzu parafialnym w Pomieczynie.

## Życie prywatne
Był żonaty, miał syna.